# Shishi gymnasium
Shishi gymnasium (kinesiska: 石室中学, pinyin: shíshì zhōngxúe, 'stenhusmellanskolan', även känd som 文翁石室, Wén Wēng shíshì, 'Wen Wengs stenhus') är världens äldsta gymnasium och Kinas äldsta offentligt finansierade lokalskola, grundad i Chengdu, Sichuan, av Handynastiämbetsmannen Wen Weng mellan 143 och 141 f.Kr. och fortfarande verksam på samma plats (idag, 2007, är adressen Wenmiao qianjie # 9). Den är rankad bland de 100 främsta gymnasieskolorna i Kina och är bland annat provinsen första modellgymnasium. Berömda tidigare elever inkluderar forskaren Guo Moruo och författaren Li Jieren.